# Lista över fornlämningar i Gotlands kommun (Anga)
Lista över fornlämningar i Gotlands kommun (Anga) är en förteckning av ett urval av de fornlämningar som finns i Anga i Gotlands kommun.
| Namn                   | Lämningstyp                      | Tillkomsttid | Historisk indelning | Plats | Läge                 | ID-nr          | Bild                                      |
| ---------------------- | -------------------------------- | ------------ | ------------------- | ----- | -------------------- | -------------- | ----------------------------------------- |
| Trullhalsar (Anga 3:1) | Gravfält                         |              | Anga, Gotland       |       | 57.507324, 18.741712 | 10089600030001 | Ladda upp en till bild av detta fornminne |
| Anga 5:1               | Husgrund, förhistorisk/medeltida |              | Anga, Gotland       |       | 57.506188, 18.715438 | 10089600050001 | Ladda upp en bild av detta fornminne      |
| Anga 6:1               | Röse                             |              | Anga, Gotland       |       | 57.494685, 18.726512 | 10089600060001 | Ladda upp en bild av detta fornminne      |
| Anga 15:1              | Hällristning                     |              | Anga, Gotland       |       | 57.474504, 18.686210 | 11100000000487 | Ladda upp en bild av detta fornminne      |
| Anga 16:1              | Husgrund, förhistorisk/medeltida |              | Anga, Gotland       |       | 57.472022, 18.690741 | 10089600160001 | Ladda upp en bild av detta fornminne      |
| Anga 16:2              | Husgrund, förhistorisk/medeltida |              | Anga, Gotland       |       | 57.471753, 18.689726 | 10089600160002 | Ladda upp en bild av detta fornminne      |
| Anga 16:3              | Husgrund, förhistorisk/medeltida |              | Anga, Gotland       |       | 57.471723, 18.689293 | 10089600160003 | Ladda upp en bild av detta fornminne      |
| Anga 16:4              | Husgrund, förhistorisk/medeltida |              | Anga, Gotland       |       | 57.471652, 18.688998 | 10089600160004 | Ladda upp en bild av detta fornminne      |
| Anga 17:1              | Stensättning                     |              | Anga, Gotland       |       | 57.471532, 18.689580 | 10089600170001 | Ladda upp en bild av detta fornminne      |
| Anga 19:1              | Husgrund, förhistorisk/medeltida |              | Anga, Gotland       |       | 57.473645, 18.683118 | 10089600190001 | Ladda upp en bild av detta fornminne      |
| Anga 19:2              | Husgrund, förhistorisk/medeltida |              | Anga, Gotland       |       | 57.473822, 18.683409 | 10089600190002 | Ladda upp en bild av detta fornminne      |
| Anga 19:3              | Husgrund, förhistorisk/medeltida |              | Anga, Gotland       |       | 57.474172, 18.683735 | 10089600190003 | Ladda upp en bild av detta fornminne      |
| Anga 21:1              | Husgrund, förhistorisk/medeltida |              | Anga, Gotland       |       | 57.469340, 18.680682 | 10089600210001 | Ladda upp en bild av detta fornminne      |
| Anga 21:2              | Husgrund, förhistorisk/medeltida |              | Anga, Gotland       |       | 57.469554, 18.680917 | 10089600210002 | Ladda upp en bild av detta fornminne      |
| Anga 21:3              | Husgrund, förhistorisk/medeltida |              | Anga, Gotland       |       | 57.469749, 18.680555 | 10089600210003 | Ladda upp en bild av detta fornminne      |
| Anga 22:1              | Husgrund, förhistorisk/medeltida |              | Anga, Gotland       |       | 57.470184, 18.681521 | 10089600220001 | Ladda upp en bild av detta fornminne      |
| Anga 28:1              | Stensättning                     |              | Anga, Gotland       |       | 57.477830, 18.697199 | 10089600280001 | Ladda upp en bild av detta fornminne      |
| Anga 28:2              | Stensättning                     |              | Anga, Gotland       |       | 57.477827, 18.696992 | 10089600280002 | Ladda upp en bild av detta fornminne      |
| Anga 28:3              | Stensättning                     |              | Anga, Gotland       |       | 57.477805, 18.696837 | 10089600280003 | Ladda upp en bild av detta fornminne      |
| Anga 28:4              | Stensättning                     |              | Anga, Gotland       |       | 57.477691, 18.697042 | 10089600280004 | Ladda upp en bild av detta fornminne      |
| Anga 29:1              | Stensättning                     |              | Anga, Gotland       |       | 57.477714, 18.696530 | 10089600290001 | Ladda upp en bild av detta fornminne      |
| Anga 31:1              | Stenkistgrav                     |              | Anga, Gotland       |       | 57.477791, 18.706106 | 10089600310001 | Ladda upp en bild av detta fornminne      |
| Anga 31:2              | Stenkrets                        |              | Anga, Gotland       |       | 57.477725, 18.706304 | 10089600310002 | Ladda upp en bild av detta fornminne      |
| Anga 31:3              | Stenkistgrav                     |              | Anga, Gotland       |       | 57.477944, 18.706806 | 10089600310003 | Ladda upp en bild av detta fornminne      |
| Anga 33:1              | Husgrund, förhistorisk/medeltida |              | Anga, Gotland       |       | 57.476347, 18.702700 | 10089600330001 | Ladda upp en bild av detta fornminne      |
| Anga 37:1              | Husgrund, förhistorisk/medeltida |              | Anga, Gotland       |       | 57.472707, 18.706988 | 10089600370001 | Ladda upp en bild av detta fornminne      |
| Anga 38:1              | Stensättning                     |              | Anga, Gotland       |       | 57.472267, 18.707134 | 10089600380001 | Ladda upp en bild av detta fornminne      |
| Anga 39:1              | Stenkrets                        |              | Anga, Gotland       |       | 57.467870, 18.702177 | 10089600390001 | Ladda upp en bild av detta fornminne      |
| Anga 39:2              | Stensättning                     |              | Anga, Gotland       |       | 57.467813, 18.702355 | 10089600390002 | Ladda upp en bild av detta fornminne      |
| Anga 39:3              | Stensättning                     |              | Anga, Gotland       |       | 57.467703, 18.702297 | 10089600390003 | Ladda upp en bild av detta fornminne      |
| Anga 40:1              | Röse                             |              | Anga, Gotland       |       | 57.482071, 18.716201 | 10089600400001 | Ladda upp en bild av detta fornminne      |
| Anga 41:1              | Stensättning                     |              | Anga, Gotland       |       | 57.480750, 18.713574 | 10089600410001 | Ladda upp en bild av detta fornminne      |
| Anga 41:2              | Stensättning                     |              | Anga, Gotland       |       | 57.480483, 18.713524 | 10089600410002 | Ladda upp en bild av detta fornminne      |
| Anga 43:1              | Röse                             |              | Anga, Gotland       |       | 57.481032, 18.708192 | 10089600430001 | Ladda upp en bild av detta fornminne      |
| Anga 44:1              | Gravfält                         |              | Anga, Gotland       |       | 57.483123, 18.716889 | 10089600440001 | Ladda upp en bild av detta fornminne      |
| Anga 45:1              | Röse                             |              | Anga, Gotland       |       | 57.482452, 18.717679 | 10089600450001 | Ladda upp en bild av detta fornminne      |
| Anga 45:2              | Stensättning                     |              | Anga, Gotland       |       | 57.482509, 18.717720 | 10089600450002 | Ladda upp en bild av detta fornminne      |
| Anga 46:1              | Gravfält                         |              | Anga, Gotland       |       | 57.491513, 18.711825 | 10089600460001 | Ladda upp en bild av detta fornminne      |
| Anga 47:1              | Gravfält                         |              | Anga, Gotland       |       | 57.488503, 18.718197 | 10089600470001 | Ladda upp en bild av detta fornminne      |
| Anga 49:1              | Stensättning                     |              | Anga, Gotland       |       | 57.484329, 18.717333 | 10089600490001 | Ladda upp en bild av detta fornminne      |
| Anga 50:1              | Gravfält                         |              | Anga, Gotland       |       | 57.483776, 18.717358 | 10089600500001 | Ladda upp en bild av detta fornminne      |
| Anga 51:1              | Röse                             |              | Anga, Gotland       |       | 57.485478, 18.722438 | 10089600510001 | Ladda upp en bild av detta fornminne      |
| Anga 53:1              | Gravfält                         |              | Anga, Gotland       |       | 57.487440, 18.717196 | 10089600530001 | Ladda upp en bild av detta fornminne      |
| Vite rojr (Anga 54:1)  | Gravfält                         |              | Anga, Gotland       |       | 57.475512, 18.727848 | 10089600540001 | Ladda upp en bild av detta fornminne      |
| Anga 55:1              | Stensättning                     |              | Anga, Gotland       |       | 57.474032, 18.723549 | 10089600550001 | Ladda upp en bild av detta fornminne      |
| Anga 55:2              | Stensättning                     |              | Anga, Gotland       |       | 57.473945, 18.723630 | 10089600550002 | Ladda upp en bild av detta fornminne      |
| Anga 55:3              | Stensättning                     |              | Anga, Gotland       |       | 57.473941, 18.723517 | 10089600550003 | Ladda upp en bild av detta fornminne      |
| Anga 55:4              | Stensättning                     |              | Anga, Gotland       |       | 57.473854, 18.723681 | 10089600550004 | Ladda upp en bild av detta fornminne      |
| Anga 56:1              | Röse                             |              | Anga, Gotland       |       | 57.474405, 18.721884 | 10089600560001 | Ladda upp en bild av detta fornminne      |
| Anga 57:1              | Röse                             |              | Anga, Gotland       |       | 57.474491, 18.720514 | 10089600570001 | Ladda upp en bild av detta fornminne      |
| Anga 58:1              | Röse                             |              | Anga, Gotland       |       | 57.477528, 18.720906 | 10089600580001 | Ladda upp en bild av detta fornminne      |
| Anga 59:1              | Stensättning                     |              | Anga, Gotland       |       | 57.476721, 18.713236 | 10089600590001 | Ladda upp en bild av detta fornminne      |
| Anga 60:1              | Röse                             |              | Anga, Gotland       |       | 57.478002, 18.717372 | 10089600600001 | Ladda upp en bild av detta fornminne      |
| Anga 61:1              | Röse                             |              | Anga, Gotland       |       | 57.475783, 18.717646 | 10089600610001 | Ladda upp en bild av detta fornminne      |
| Anga 61:2              | Stensättning                     |              | Anga, Gotland       |       | 57.475707, 18.717749 | 10089600610002 | Ladda upp en bild av detta fornminne      |
| Anga 62:1              | Röse                             |              | Anga, Gotland       |       | 57.477365, 18.728665 | 10089600620001 | Ladda upp en bild av detta fornminne      |
| Anga 62:2              | Stensättning                     |              | Anga, Gotland       |       | 57.477333, 18.728581 | 10089600620002 | Ladda upp en bild av detta fornminne      |
| Anga 62:3              | Grav markerad av sten/block      |              | Anga, Gotland       |       | 57.477292, 18.728508 | 10089600620003 | Ladda upp en bild av detta fornminne      |
| Anga 63:1              | Stensättning                     |              | Anga, Gotland       |       | 57.477382, 18.724884 | 10089600630001 | Ladda upp en bild av detta fornminne      |
| Anga 63:2              | Stensättning                     |              | Anga, Gotland       |       | 57.477319, 18.725017 | 10089600630002 | Ladda upp en bild av detta fornminne      |
| Anga 63:3              | Stensättning                     |              | Anga, Gotland       |       | 57.477393, 18.725121 | 10089600630003 | Ladda upp en bild av detta fornminne      |
| Anga 64:1              | Röse                             |              | Anga, Gotland       |       | 57.478758, 18.723865 | 10089600640001 | Ladda upp en bild av detta fornminne      |
| Anga 65:1              | Röse                             |              | Anga, Gotland       |       | 57.478236, 18.722288 | 10089600650001 | Ladda upp en bild av detta fornminne      |
| Anga 66:1              | Gravfält                         |              | Anga, Gotland       |       | 57.467438, 18.706306 | 10089600660001 | Ladda upp en bild av detta fornminne      |
| Anga 67:1              | Gravfält                         |              | Anga, Gotland       |       | 57.464021, 18.670160 | 10089600670001 | Ladda upp en bild av detta fornminne      |
| Anga 68:1              | Gravfält                         |              | Anga, Gotland       |       | 57.461994, 18.661556 | 10089600680001 | Ladda upp en bild av detta fornminne      |
| Anga 69:1              | Husgrund, förhistorisk/medeltida |              | Anga, Gotland       |       | 57.466572, 18.668081 | 10089600690001 | Ladda upp en bild av detta fornminne      |
| Anga 70:1              | Gravfält                         |              | Anga, Gotland       |       | 57.468011, 18.668896 | 10089600700001 | Ladda upp en bild av detta fornminne      |
| Anga 84:1              | Stensättning                     |              | Anga, Gotland       |       | 57.490253, 18.756154 | 10089600840001 | Ladda upp en bild av detta fornminne      |
| Anga 84:2              | Stensättning                     |              | Anga, Gotland       |       | 57.490151, 18.755823 | 10089600840002 | Ladda upp en bild av detta fornminne      |
| Anga 85:1              | Hällristning                     |              | Anga, Gotland       |       | 57.489882, 18.755566 | 11100000000246 | Ladda upp en bild av detta fornminne      |
| Anga 91:1              | Husgrund, historisk tid          |              | Anga, Gotland       |       | 57.482790, 18.766272 | 10089600910001 | Ladda upp en bild av detta fornminne      |
| Anga 98:1              | Gravfält                         |              | Anga, Gotland       |       | 57.478624, 18.761962 | 10089600980001 | Ladda upp en bild av detta fornminne      |
| Anga 105:1             | Gravfält                         |              | Anga, Gotland       |       | 57.470379, 18.751689 | 10089601050001 | Ladda upp en bild av detta fornminne      |
| Anga 106:1             | Stensättning                     |              | Anga, Gotland       |       | 57.471168, 18.752971 | 10089601060001 | Ladda upp en bild av detta fornminne      |
| Anga 106:2             | Stensättning                     |              | Anga, Gotland       |       | 57.471257, 18.752407 | 10089601060002 | Ladda upp en bild av detta fornminne      |
| Anga 108:1             | Stensättning                     |              | Anga, Gotland       |       | 57.492608, 18.691814 | 10089601080001 | Ladda upp en bild av detta fornminne      |
| Anga 109:1             | Stensättning                     |              | Anga, Gotland       |       | 57.489560, 18.693915 | 10089601090001 | Ladda upp en bild av detta fornminne      |
| Anga 109:2             | Stensättning                     |              | Anga, Gotland       |       | 57.489500, 18.693953 | 10089601090002 | Ladda upp en bild av detta fornminne      |
| Anga 110:1             | Stensättning                     |              | Anga, Gotland       |       | 57.488980, 18.694612 | 10089601100001 | Ladda upp en bild av detta fornminne      |
| Anga 111:1             | Gravfält                         |              | Anga, Gotland       |       | 57.486840, 18.695607 | 10089601110001 | Ladda upp en bild av detta fornminne      |
| Anga 112:1             | Gravfält                         |              | Anga, Gotland       |       | 57.489940, 18.706944 | 10089601120001 | Ladda upp en bild av detta fornminne      |
| Anga 113:1             | Stensättning                     |              | Anga, Gotland       |       | 57.492965, 18.713252 | 10089601130001 | Ladda upp en bild av detta fornminne      |
| Anga 113:2             | Stensättning                     |              | Anga, Gotland       |       | 57.493181, 18.713050 | 10089601130002 | Ladda upp en bild av detta fornminne      |
| Anga 113:3             | Stensättning                     |              | Anga, Gotland       |       | 57.493269, 18.713172 | 10089601130003 | Ladda upp en bild av detta fornminne      |
| Anga 121:1             | Röse                             |              | Anga, Gotland       |       | 57.505277, 18.718368 | 10089601210001 | Ladda upp en bild av detta fornminne      |
| Anga 121:2             | Stensättning                     |              | Anga, Gotland       |       | 57.505227, 18.718774 | 10089601210002 | Ladda upp en bild av detta fornminne      |
| Anga 121:3             | Stensättning                     |              | Anga, Gotland       |       | 57.505217, 18.718856 | 10089601210003 | Ladda upp en bild av detta fornminne      |
| Anga 121:4             | Stensättning                     |              | Anga, Gotland       |       | 57.505074, 18.718583 | 10089601210004 | Ladda upp en bild av detta fornminne      |
| Anga 124:1             | Stensättning                     |              | Anga, Gotland       |       | 57.504986, 18.713638 | 10089601240001 | Ladda upp en bild av detta fornminne      |
| Anga 124:2             | Stensättning                     |              | Anga, Gotland       |       | 57.505258, 18.713663 | 10089601240002 | Ladda upp en bild av detta fornminne      |
| Anga 127:1             | Röse                             |              | Anga, Gotland       |       | 57.502213, 18.711646 | 10089601270001 | Ladda upp en bild av detta fornminne      |
| Anga 132:1             | Gravfält                         |              | Anga, Gotland       |       | 57.479187, 18.753739 | 10089601320001 | Ladda upp en bild av detta fornminne      |
| Anga 134:1             | Röse                             |              | Anga, Gotland       |       | 57.476791, 18.724092 | 10089601340001 | Ladda upp en bild av detta fornminne      |
| Anga 135:1             | Röse                             |              | Anga, Gotland       |       | 57.475461, 18.725970 | 10089601350001 | Ladda upp en bild av detta fornminne      |
| Anga 136:1             | Gravfält                         |              | Anga, Gotland       |       | 57.478710, 18.734775 | 10089601360001 | Ladda upp en bild av detta fornminne      |
| Anga 141:1             | Hällristning                     |              | Anga, Gotland       |       | 57.475156, 18.726940 | 10089601410001 | Ladda upp en bild av detta fornminne      |
| Anga 142:1             | Stensättning                     |              | Anga, Gotland       |       | 57.476785, 18.714992 | 10089601420001 | Ladda upp en bild av detta fornminne      |
| Anga 143:1             | Stensättning                     |              | Anga, Gotland       |       | 57.479459, 18.714743 | 10089601430001 | Ladda upp en bild av detta fornminne      |
| Anga 144:1             | Stensättning                     |              | Anga, Gotland       |       | 57.474578, 18.723374 | 10089601440001 | Ladda upp en bild av detta fornminne      |
| Anga 148:1             | Stensättning                     |              | Anga, Gotland       |       | 57.480441, 18.708298 | 10089601480001 | Ladda upp en bild av detta fornminne      |
| Anga 157:1             | Husgrund, förhistorisk/medeltida |              | Anga, Gotland       |       | 57.473959, 18.698083 | 10089601570001 | Ladda upp en bild av detta fornminne      |
| Anga 161:1             | Hällristning                     |              | Anga, Gotland       |       | 57.475079, 18.691774 | 11100000000302 | Ladda upp en bild av detta fornminne      |
| Anga 182:1             | Stensättning                     |              | Anga, Gotland       |       | 57.467003, 18.703861 | 10089601820001 | Ladda upp en bild av detta fornminne      |
| Anga 184:1             | Stensättning                     |              | Anga, Gotland       |       | 57.473500, 18.712909 | 10089601840001 | Ladda upp en bild av detta fornminne      |
| Anga 185:1             | Stensättning                     |              | Anga, Gotland       |       | 57.477948, 18.712438 | 10089601850001 | Ladda upp en bild av detta fornminne      |
| Anga 186:1             | Stensättning                     |              | Anga, Gotland       |       | 57.484311, 18.710825 | 10089601860001 | Ladda upp en bild av detta fornminne      |
| Anga 209:1             | Fornborg                         |              | Anga, Gotland       |       | 57.463650, 18.690074 | 10089602090001 | Ladda upp en bild av detta fornminne      |
| Anga 211:1             | Husgrund, förhistorisk/medeltida |              | Anga, Gotland       |       | 57.505717, 18.711991 | 10089602110001 | Ladda upp en bild av detta fornminne      |
| Anga 211:2             | Husgrund, förhistorisk/medeltida |              | Anga, Gotland       |       | 57.506006, 18.711896 | 10089602110002 | Ladda upp en bild av detta fornminne      |
| Anga 211:4             | Husgrund, förhistorisk/medeltida |              | Anga, Gotland       |       | 57.505769, 18.711447 | 10089602110004 | Ladda upp en bild av detta fornminne      |
| Anga 213:1             | Hög                              |              | Anga, Gotland       |       | 57.497318, 18.706192 | 10089602130001 | Ladda upp en bild av detta fornminne      |
| Anga 214:1             | Husgrund, förhistorisk/medeltida |              | Anga, Gotland       |       | 57.500340, 18.701624 | 10089602140001 | Ladda upp en bild av detta fornminne      |
| Anga 216:1             | Stensättning                     |              | Anga, Gotland       |       | 57.498914, 18.714059 | 10089602160001 | Ladda upp en bild av detta fornminne      |
| Anga 216:2             | Stensättning                     |              | Anga, Gotland       |       | 57.498872, 18.713894 | 10089602160002 | Ladda upp en bild av detta fornminne      |
| Anga 217:1             | Stensättning                     |              | Anga, Gotland       |       | 57.500045, 18.713825 | 10089602170001 | Ladda upp en bild av detta fornminne      |
| Anga 217:2             | Stensättning                     |              | Anga, Gotland       |       | 57.499782, 18.713711 | 10089602170002 | Ladda upp en bild av detta fornminne      |
| Anga 219:1             | Stensättning                     |              | Anga, Gotland       |       | 57.502163, 18.724081 | 10089602190001 | Ladda upp en bild av detta fornminne      |
| Anga 407               | Hällristning                     |              | Anga, Gotland       |       | 57.475402, 18.727768 | 12000000119869 | Ladda upp en bild av detta fornminne      |
| Norrlanda 101:1        | Gravfält                         |              | Anga, Gotland       |       | 57.507383, 18.744632 | 10095401010001 | Ladda upp en bild av detta fornminne      |